# Fosforna kiselina
Fosforna kiselina (točnije ortofosforna kiselina), H3PO4, najvažnija je od mnogih fosforovih kiselina koje sadrže kisik. U bezvodnom stanju to je kristalna tvar tališta 42,35 °C, a koncentrirana vodena otopina (obično 85%-tna) sirupasta je tekućina. Dobiva se izgaranjem bijelog fosfora (ili fosfornih para) i otapanjem nastalog fosforova(V) oksida u vodi, ili reakcijom prirodnih apatita i fosforita sa sumpornom kiselinom. Vodena otopina fosforne kiseline djeluje kao srednje jaka, triprotonska kiselina, pa se od nje odvode tri niza soli: normalni fosfati (PO43-), hidrogenfosfati (HPO42-) i dihidrogenfosfati (H2PO4-). Svi dihidrogenfosfati topljivi su u vodi, a od ostalih su topljivi samo oni alkalijskih metala. Zagrijavanjem na temperaturu višu od 200 °C fosforna kiselina prelazi, uz gubitak vode, u difosfornu (pirofosfornu) kiselinu, H4P2O7 (soli: difosfati ili pirofosfati). Pri još višim temperaturama nastaje trifosforna kiselina i tako dalje, sve do polimerne ravnolančaste polifosforne kiseline (soli: polifosfati), odnosno cikličke metafosforne kiseline (HPO3)n (soli: metafosfati). Ortofosforna se kiselina najviše koristi za proizvodnju svih vrsta fosfata, zatim za dekapiranje (nagrizanje) čelika, proizvodnju sredstava za zaštitu metala od hrđanja, u proizvodnji lijekova i drugo. Jedna je od malobrojnih neškodljivih, neotrovnih kiselina, zato služi i kao sredstvo za zakiseljivanje mnogih bezalkoholnih pića (na primjer Coca-Cole). 

## Opis
Fosforna kiselina (ortofosforna kiselina, fosfatna kiselina, anorganska fosforova(V) kiselina, puni sustavni naziv; tetraoksofosforna(V) kiselina) je anorganska fosforova(V) kiselina, kemijske formule H3PO4. Najvažnija je kiselina od mnogih kiselina fosfora koje sadrže kisik. U bezvodnom je stanju (obliku) kristalna tvar tališta 42,35 °C i gustoće 1,834 g/cm3, a kao koncentrirana vodena otopina (obično 85%-tna) gusta je sirupasta tekućina. Dobro se otapa u vodi i etanolu.
Dobiva se mokrim postupkom, u kojem se fosforna ruda (prirodni apatita i fosforit) otapa sumpornom kiselinom (dobivena kiselina sadržava nešto nečistoća iz rude, pa se koristi za proizvodnju umjetnih gnojiva), te toplinskim postupkom, u kojom izgaranjem (sagorijevanjem) bijeloga fosfora ili fosfornih para, nastalih pri proizvodnji fosfora u električnim pećima, te otapanjem nastaloga fosforova(V) oksida (pentoksida) u vodi, nastaje puno čišći proizvod (primjenjuje se u proizvodnji hrane i deterdženata).
Vodena otopina fosforne kiseline, djeluje kao srednje jaka triprotonska kiselina, pa se od nje odvode tri niza soli:
- normalni fosfati (anion PO43-)
- hidrogenfosfati (HPO42-) i
- dihidrogenfosfati (H2PO4-).

Svi dihidrogenfosfati topljivi su u vodi, a od ostalih su topljivi samo oni alkalijskih metala. Zagrijavanjem ortofosforne kiseline na temperaturu višu od 200 °C uz gubitak vode nastaje difosforna kiselina (ili pirofosforna kiselina) (H4P2O7), čije su soli difosfati (ili pirofosfati).

Pri još višim temperaturama nastaje trifosforna kiselina itd., sve do polimerne ravnolančaste polifosforne kiseline (soli joj se nazivaju polifosfati), odnosno cikličke metafosforne kiseline (HPO3)n (soli joj se nazivaju metafosfati). Disocijacija fosforne kiseline dijeli H₃PO₄ na 3 molekule H₃+i na PO4-. 

## Primjena
Ortofosforna se kiselina najviše koristi za proizvodnju svih vrsta fosfata, zatim za dekapiranje čelika, proizvodnju sredstava za zaštitu metala od hrđanja, za izradu zubnih plomba (ispunâ), u proizvodnju lijekova i drugo. Jedna je od malobrojnih neškodljivih, neotrovnih kiselina, zato služi i kao sredstvo za konzerviranje te za zakiseljivanje bezalkoholnih pića (na primjer Coca-Cole). 

### Fosfati
Fosfati su soli i esteri fosforne kiseline. U organskoj kemiji pod fosfatima (ili organofosfatima) se podrazumijeva ester fosforne kiseline. Fosfati su vrlo značajni u biokemiji. Anion PO43− kao i njegovi kondenzati (polimeri) i organofosfati nazivaju se fosfati PO43− a molarna masa iznosi 94,973 g.mola−1. Fosfati se obično dobivaju iz raznih fosfornih minerala.

### Nagrizanje metala
Nagrizanje (kadšto i bajcanje, dekapiranje ili luženje) je kemijsko-tehnološka operacija pri kojoj se metalni predmeti uranjaju u tekućine kako bi se očistili od oksidnih slojeva nastalih korozijom (hrđa) ili pri valjanju (okujina). Kao sredstva za nagrizanje metala upotrebljavaju se uglavnom solna i sumporna kiselina različitih koncentracija, zatim fosforna, fluorovodična i druge kiseline. Kako bi se spriječilo prekomjerno otapanje metalne površine, kupeljima za močenje dodaju se zaštitna sredstva (inhibitori). 